# Barahonaíta-(Fe)
La barahonaíta-(Fe) es un hidroxiarseniato de hierro y calcio hidratado, con cantidades menores de otros elementos. Fue caracterizada como una especie nueva en 2008, a partir de ejemplares procedentes de una calicata situada en las inmediaciones de la mina Dolores, en Pastrana, Mazarrón, Murcia (España). recibió ese nombre en reconocimiento a Antonio Barahona, coleccionista español de minerales que proporcionó los primeros ejemplares para su estudio.

## Propiedades físicas y químicas
La barahonaíta-(Fe) aparece como de esferillas frágiles, generalmente separadas unas de otras, formadas por cristales laminares microscópicos, my finos, de un tamaño de unas 20 micras, agrupados en forma divergente o desordenada La barahonaíta-(Fe) es el análogo con aluminio dominante de la barahonaíta-(Al), en la que a su vez domina el hierro. Es fácilmente soluble en ácido clorhídrico. La composición química presenta bastante variación en el punto del calcio dominante, con substituciones combinadas de cationes monovalentes y trivalentes.

## Yacimientos
Se conoce  hasta el momento en una sola localidad en el mundo, la localidad tipo, una pequeña calicata situada en las inmediaciones de la mina de hierro Dolores, en Pastrana, Mazarrón, Murcia (España). Estas labores, en las que aparecen solamente minerales secundarios, particularmente de cobalto, están situadas a 1,8 km al NNE de las casas de Pastrana, y se encuentran dentro de la concesión La Reconquistada. Junto con la barahonaíta-(Fe) se encuentra barahonaíta-(Al), olivenita farmacosiderita, y jarosita.